# What Was That
What Was That è un singolo della cantante neozelandese Lorde, pubblicato il 24 aprile 2025 come primo estratto dal quarto album in studio Virgin.

## Antefatti e pubblicazione
Il 9 aprile 2025 Lorde ha pubblicato un'anteprima della canzone su TikTok in un video nel quale cammina per il Washington Square Park di New York; al tempo stesso, il suo sito web è stato completamente ripulito. What Was That è stato annunciato ufficialmente il 16 aprile 2025. Il 22 aprile la cantante ha organizzato un raduno con i fan al Washington Square Park, durante il quale il singolo è stato riprodotto in anteprima; il giorno successivo ne è stata invece ufficializzata la data di uscita.

## Descrizione
What Was That segna il ritorno di Lorde al genere synth pop ed è stato paragonato al precedente album Melodrama. La voce di Lorde è accompagnata da una linea di basso minimalista e da sintetizzatori che aumentano progressivamente. Il testo rievoca in maniera nostalgica una relazione di vecchia data.

## Video musicale
Il video musicale, girato a New York, è stato reso disponibile attraverso il canale YouTube dell'artista in concomitanza con l'uscita del singolo.

## Tracce
Testi e musiche di Ella Yelich-O'Connor e James Harmon Stack.
1. What Was That – 3:29

## Classifiche
| Classifica (2025) | Posizione massima |
| ----------------- | ----------------- |
| Australia         | 9                 |
| Austria           | 19                |
| Belgio (Fiandre)  | 45                |
| Canada            | 31                |
| Estonia           | 19                |
| Germania          | 33                |
| Grecia            | 28                |
| Irlanda           | 6                 |
| Lettonia          | 16                |
| Lituania          | 26                |
| Nuova Zelanda     | 1                 |
| Paesi Bassi       | 83                |
| Polonia           | 93                |
| Regno Unito       | 11                |
| Repubblica Ceca   | 70                |
| Slovacchia        | 74                |
| Stati Uniti       | 36                |
| Svezia            | 54                |
| Svizzera          | 33                |